# Géraldine Frey
Géraldine Frey (19 de junio de 1997) es una deportista de Suiza que compite en atletismo. Ganó una medalla de plata en el Campeonato Europeo de Atletismo por Equipos de 2021, en la prueba de 4 × 100 metros.